# Catinella arenaria
Catinella arenaria је пуж из реда Stylommatophora и фамилије Succineidae.

## Угроженост
Ова врста је на нижем степену опасности од изумирања, и сматра се скоро угроженим таксоном.

## Распрострањење
Ареал врсте Catinella arenaria обухвата већи број држава. 
Врста је присутна у следећим државама: Шведска, Норвешка, Пољска, Немачка, Швајцарска, Уједињено Краљевство, Ирска, Француска, Холандија, Словачка и Белгија.